# Densitometer

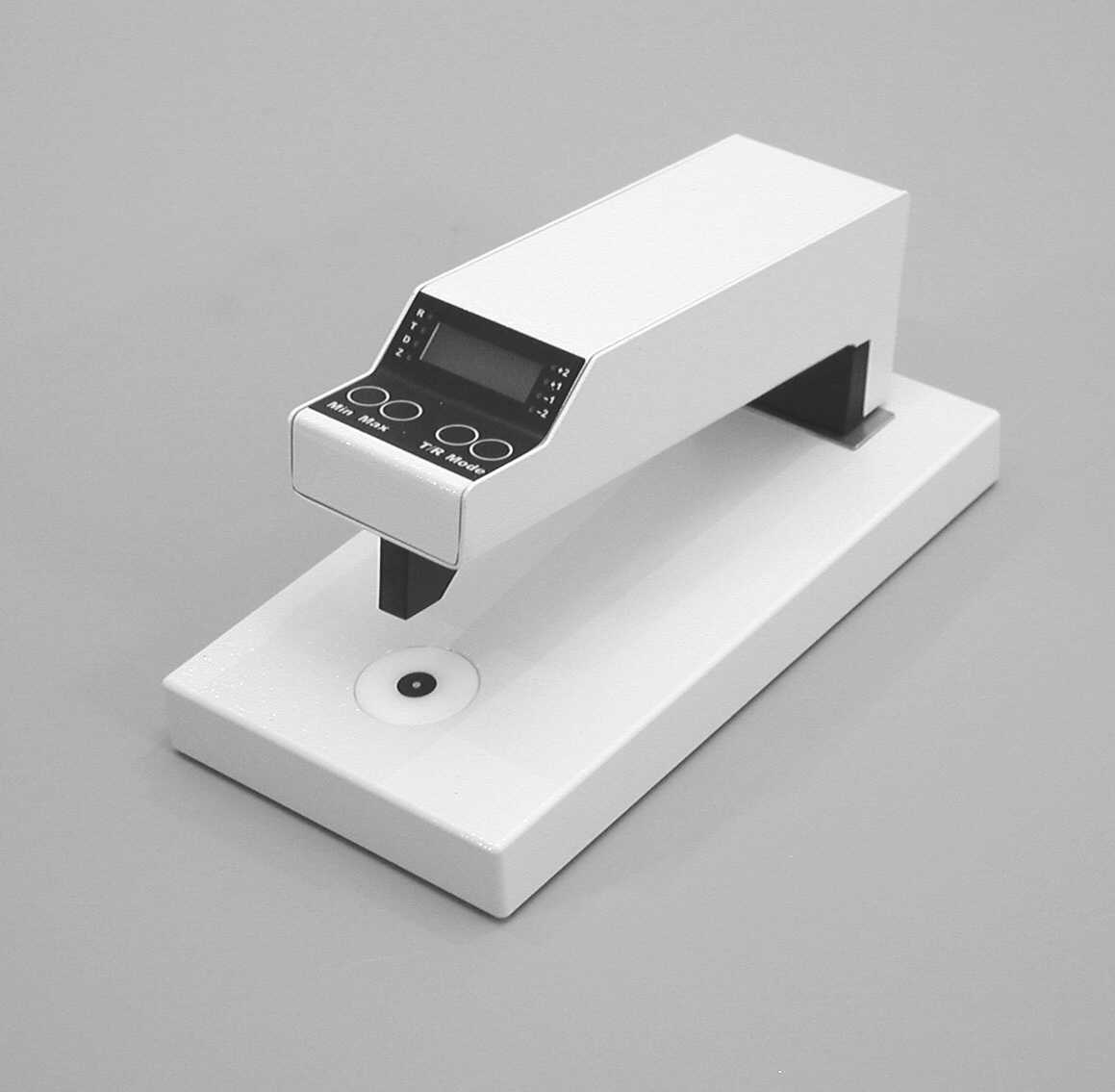
Durchsicht-Densitometer

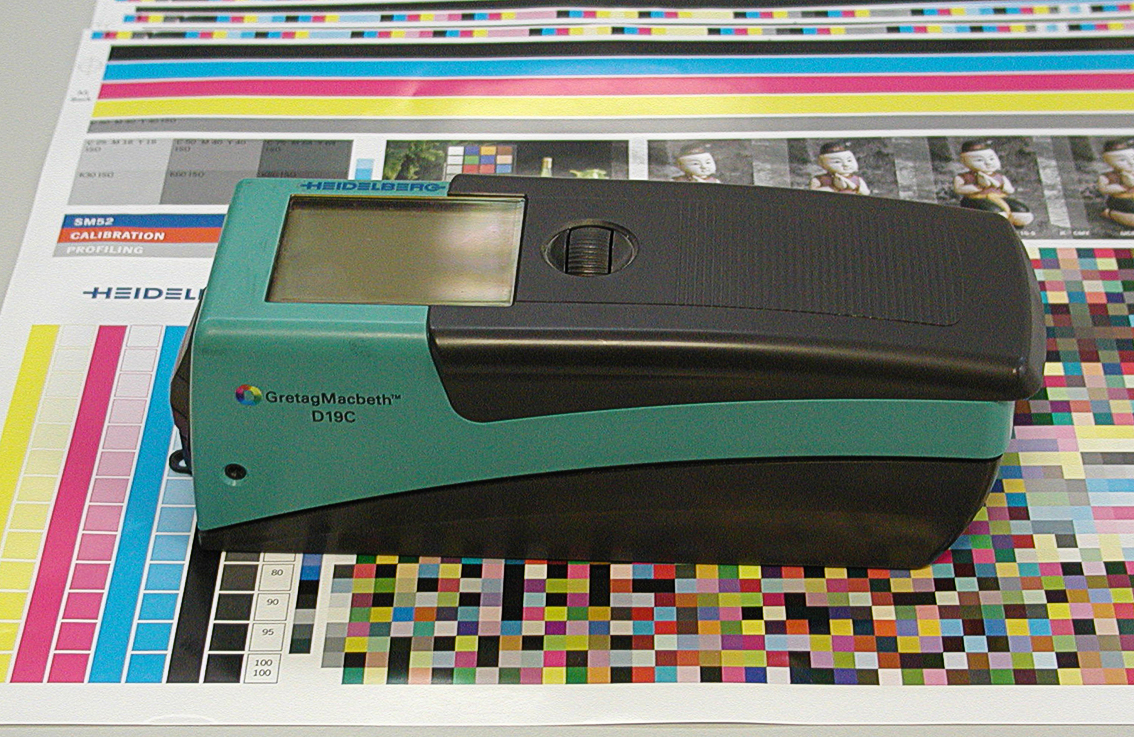
Aufsicht-Densitometer

Aufbau eines manuellen (links) und photoelektrischen (rechts) Densitometers: (1) Lichtquelle, (2) Blende, (3) Spiegel, (4) Probe, (5) Weißnormal, (6) Beobachter, (7) Mikroamperemeter, (8) Photodiode

Densitometer sind Geräte zur quantitativen Messung der Farbdichte (Volltondichte) und optischen Dichte von Druckerzeugnissen und insbesondere in der Fototechnik zur Messung der Schwärzung in Negativen, Diapositiven und Papierbildern. Auch bei der quantitativen Auswertung von Dünnschichtchromatogrammen finden Densitometer als sogenannte TLC-Scanner Verwendung. Die Messungen können sowohl im sichtbaren, im ultravioletten Spektralbereich als auch für Fluoreszenzmessungen eingesetzt werden. Im Gegensatz zu einem Spektralfotometer kann man mit einem Densitometer nur Tonwerte, keine Farbtöne messen. In einem Densitometer ist der Tonwert über die Murray-Davies-Formel definiert. Densitometer verwendet man auch in der Geotechnik, um die Dichte eines Bodens zu bestimmen.

## Differenzierungsbereiche
Man unterscheidet
- Durchsichts-Densitometer zur Messung von Transparenten, wie Filmmaterialien, (hier wird die Transmission gemessen) sowie
- Aufsichts-Densitometer zur Messung der Reflexion von Aufsichtsvorlagen wie bei Papierbildern (hier wird die Remission gemessen).

Einige Sorten sind in der Lage, Durchsicht- und Aufsicht-Messungen durch Umlegen eines eingebauten Schalters vorzunehmen. Diese sind in der Erstellung von Analogfotografien besonders geeignet. Fotolaboranten wählen hiermit von einem vorher gemessenen Negativ ein geeignetes Fotopapier aus, ohne sich mit Teststreifen bemühen zu müssen.